# تيم كلارك
تيم كلارك (بالإنجليزية: Tim Clarke) (19 سبتمبر 1964 في المملكة المتحدة - ) هو لاعب كرة قدم بريطاني في مركز حراسة المرمى. لعب مع سكونثورب يونايتد وشروزبري تاون وكوفنتري سيتي ونادي باري تاون يونايتد ونادي روتشديل ونادي يورك سيتي وهدرسفيلد تاون وHalesowen Town F.C. ‏ ونادي كيدرمينستر هاريرز لكرة القدم ونادي ألترينتشام وبرومزغروف روفرز ‏ وEvesham United F.C. ‏ وويلنهول تاون ‏.

## وصلات خارجية
- تيم كلارك على موقع قاعدة بيانات كرة القدم.إي يو (الإنجليزية)
- تيم كلارك على موقع Soccerbase.com (لاعب) (الإنجليزية)